# Ōta Jidōsha Kōgyō
Ōta Jidōsha Kōgyō (jap. オオタ自動車工業), zuvor Ōta Jidōsha Seizōsho (太田自動車製作所) und Kōsoku Kikan Kōgyō (高速機関工業), war ein Hersteller von Kraftfahrzeugen aus Japan.

## Unternehmensgeschichte
Sukeo Ōta (太田 祐雄, Ōta Sukeo) gründete 1912 das Unternehmen Ōta Kōjō (太田工場, „Ōta-Fabrik“) in Sugamo, Tokio. Er stellte Motoren her. 1922 entstand das erste Automobil, das ein Prototyp blieb. 1934 begann die Serienproduktion von Automobilen. Der Markenname lautete Ōta (オオタ, international Ohta). 1936 erfolgte die Umfirmierung in Kōsoku Kikan Kōgyō und 1947 in Ōta Jidōsha Kōgyō.
1957 endete die Produktion, als Nihon Nainenki das Unternehmen übernahm.

## Fahrzeuge

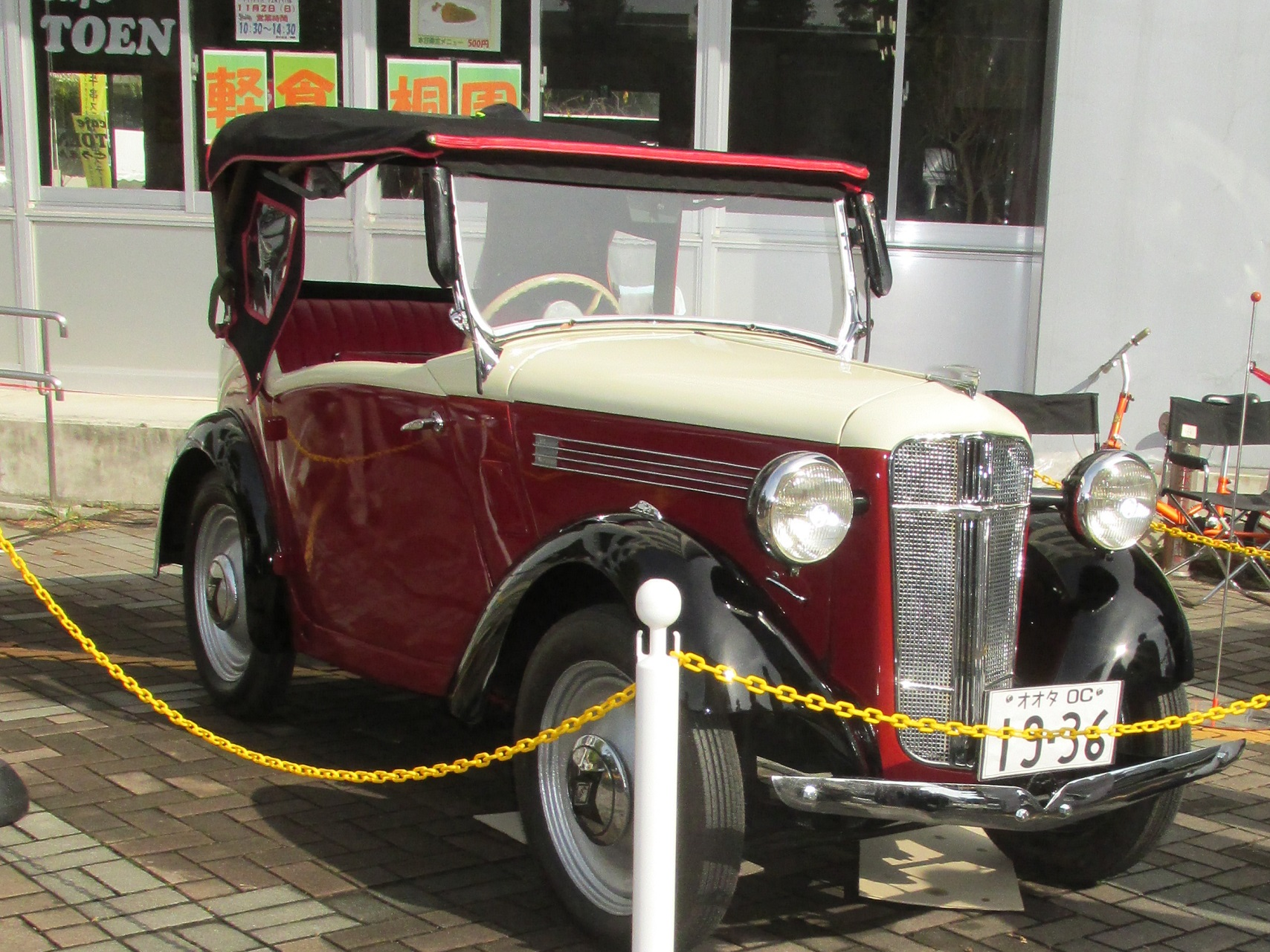
Ohta OC von 1936

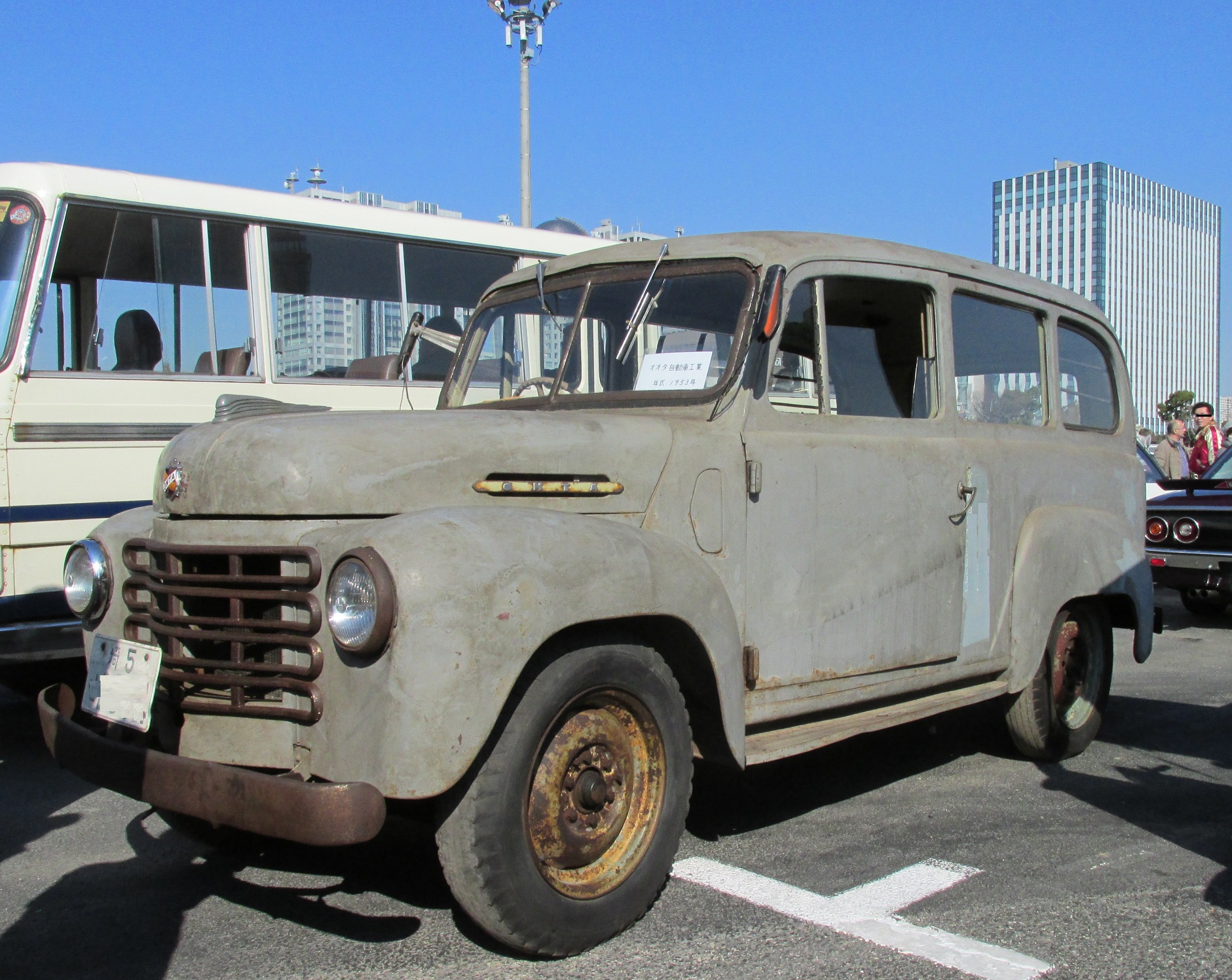
Ohta VF von 1953

Der OS von 1922 bis 1923 war ein zweitüriger Tourenwagen mit vier Sitzen. Ein Vierzylindermotor aus eigener Herstellung trieb das Fahrzeug an. Der Motor hatte 965 cm³ Hubraum und leistete 9 PS. Das Fahrzeug war 290 cm lang.
1931 folgte ein Pick-up mit 280 cm Länge. Der Hubraum betrug 484 cm³.
Die Modelle ab 1934 hatten einen Vierzylindermotor mit SV-Ventilsteuerung und 736 cm³ Hubraum. Sie ähnelten den damaligen Modellen von Datsun und waren als Limousine, Tourenwagen, Roadster sowie als leichte Nutzfahrzeuge erhältlich. Eine andere Quelle nennt das Modell A mit 748 cm³ Hubraum. Zweitürige Limousine, viertüriger Tourenwagen, Kastenwagen und leichter Lastkraftwagen waren 280 cm lang und ein verlängerter Kastenwagen 303 cm. Bauzeit war von 1933 bis 1935. 1934 kam noch ein Roadster dazu. Vom A entstanden 160 Fahrzeuge.
Von 1935 bis 1937 gab es den OC als Pick-up und Kastenwagen mit 319 cm Fahrzeuglänge und dem bekannten Motor mit 748 cm³ Hubraum, der hier 12,5 PS leistete. Der OD erschien 1937. Er hatte einen geringfügig kleineren Motor mit 736 cm³ Hubraum und 15 bis 16 PS Leistung. Die Länge war identisch. Erhältlich waren bis 1940 eine zweitürige Limousine in Standardausführung und De-Luxe-Ausführung, ein zweisitziges Cabriolet, ein Roadster und ein viersitziger Phaeton. Kastenwagen und kleine Lastkraftwagen gab es bis 1942. Außerdem ist für 1936 ein Rennwagen überliefert. Sein Motor mit 748 cm³ Hubraum leistete 23 PS.
Nach dem Zweiten Weltkrieg erschien das Modell PA. Der Hubraum war auf 903 cm³ erhöht. Radaufhängungen und Karosserien waren modernisiert. Einige Limousinen wurden als Taxi eingesetzt. Der OA war ein Roadster im Vorkriegsdesign.
In den 1950er Jahren gab es den VK-2 als Pick-up mit fünf Sitzen.
Letztes Modell war der PK-1, eine viertürige Limousine, dessen Motor 25 PS leistete. Das Fahrzeug war 363 cm lang und wog fast 1000 kg.
Außerdem entstanden ab 1939 Flugmotoren.